# Sascha Rösler
Sascha Rösler (ur. 28 października 1977 w Tettnang) – niemiecki piłkarz występujący na pozycji ofensywnego pomocnika. Obecnie jest zawodnikiem Alemannii Akwizgran.

## Kariera klubowa
Rösler rozpoczynał karierę w małym klubie TSV Meckenbueren. Następnie w 1990 roku przyszło mu występować w słynącym z sekcji siatkarskiej – VfB Friedrichshafen. W latach 1992–1995 przyodziewał trykot SSV Ulm 1846. Wraz z tym zespołem udało mu się awansować z klasy Regionalliga Süd do 2. Bundesligi, a później nawet do najwyższej klasy rozgrywkowej w Niemczech. Drużyna z regionu Baden-Württemberg nie była jednak w stanie utrzymać się w 1. Bundeslidze i ponownie wylądowała na zapleczu. Rösler skorzystał wtedy z możliwości kontynuowania występów w Ekstraklasie swojego kraju i dołączył do TSV 1860 Monachium. Na Olympastadion nie otrzymał jednak ani jednej szansy pojawienia się na murawie i został wypożyczony na trzy miesiące do Rot-Weiß Oberhausen.
W 2002 roku Niemiec występował dla SpVgg Greuther Fürth, gdzie zdobył 29 bramek w 74 występach. Po bardzo udanej grze zwrócił na siebie uwagę działaczy Alemannii Akwizgran, którzy szukali wzmocnień po awansie do 1. Bundesligi przed startem sezonu 2005/2006 i wybór padł właśnie na rosłego pomocnika, który zakończył rozgrywki z 5 golami.
W sezonie 2007/2008 30-letni wówczas piłkarz przeniósł się do Borussii Mönchengladbach i został wybrany zastępcą kapitana Olivera Neuville'a. Rok później utracił miejsce w wyjściowej jedenastce, a w listopadzie 2008 roku szkoleniowiec Hans Meyer podziękował mu za współpracę. Rösler nie wahał się ani chwili i wykorzystał nadarzającą się szansę powrotu do Monachium i ponownie związał się kontraktem z TSV. Jego umowa wygasła w czerwcu 2010 roku.
Po odejściu z TSV 1860 Monachium Rösler przez trzy miesiące pozostawał bez klubu. W październiku podpisał kontrakt z Fortuną Düsseldorf. Po jego upłynięciu ponownie związał się umową z Alemannią Akwizgran.

### Kariera reprezentacyjna
Pomocnik 8-krotnie wystąpił dla kadry Niemiec do lat 21 i zdobył dwie bramki.